# Tytroca amphiscia
Tytroca amphiscia là một loài bướm đêm trong họ Erebidae.